# Micro-région de Pásztó
La micro-région de Pásztó (en hongrois : pásztói kistérség) est une micro-région statistique hongroise rassemblant plusieurs localités autour de Pásztó.